# Hydropsyche confusa
Hydropsyche confusa är en nattsländeart som först beskrevs av Walker 1852.  Hydropsyche confusa ingår i släktet Hydropsyche och familjen ryssjenattsländor. Inga underarter finns listade i Catalogue of Life.